# リン・コックス
リン・コックス （Lynne Cox, 1957年1月2日 - ）は、アメリカの長距離オープンウォータースイマー、著述家、弁士。 米国とソ連を隔てるベーリング海峡をはじめて泳いで渡ったことで知られる。これにより、当時のアメリカ大統領ロナルド・レーガンとソ連の指導者ミハイル・ゴルバチョフの間の緊張が緩和されたと認識されている。 

## 業績
1971年、コックスはチームメイトとともに、10代としては初めてカリフォルニアのカタリナ島の海峡を横断した。またイギリス海峡をイングランド側からフランス側へ横断する最速記録を2回更新している（1972年に9時間57分、1973年に9時間36分）。1975年には、水温が10°C(50°F)しかない、16km(10マイル)におよぶニュージーランドのクック海峡を女性として初めて横断した。1976年にはチリのマゼラン海峡を初めて泳いで横断し、また南アフリカの喜望峰の周囲を初めて泳いだ。 
コックスの業績でおそらく最もよく知られているものは、1987年8月7日にアラスカ州のリトルダイオミード島からソ連領のラトマノフ島(ビッグダイオミード島)まで、ベーリング海峡を2時間5分で泳いだことであろう。その水域では水温は平均で6〜7℃(43〜44°F)であった。当時ダイオミード諸島に住んでいた人々は、二つの島がたった3.7km（2.3マイル）しか離れていなかったにもかかわらず、その間を旅することは許されていなかった。しかしラトマノフ島の先住民が第二次世界大戦後にロシア本土に移動するまでは、二つの島のイヌイットのコミュニティは密接に結びついていた。コックスの達成から数年して、米大統領のレーガンとソビエトの書記長・ゴルバチョフの二人は、冷戦を終結させたとして称賛を得た。 
ホワイトハウスでの中距離核戦力全廃条約(INF)調印の際、ゴルバチョフが乾杯の音頭を取った。ゴルバチョフとレーガンはグラスを差し上げ、ゴルバチョフはこう述べた。「昨年の夏、リン・コックスという名の勇敢なアメリカ人がたった2時間で一方の国からもう一方の国へ泳いで渡りました。彼女がソビエトの海岸に足を踏み入れたとき、私たちの人々と、アメリカ人の邂逅が、どれほど誠実で友好的であるかを私たちはテレビで見ました。 私たちがお互いにどれほど近くに住んでいるか、勇気でもって証明してみせたのです」 
1992年5月にはコックスは、世界の湖では標高が最も高い3812mにある、アンデス山脈のチチカカ湖で泳いだ。チチカカ湖の水温は13、14℃(56〜58°F)で、ベーリング海峡よりは高いものの、高い標高と正体不明の噛みつく生物のせいで、独特の挑戦となった。コックスはボリビアのコパカバーナからペルーのチンボ村までの約10マイルを、3時間48分で泳ぎきった。この際にボリビア海軍は支援艇を提供した。 
このほかの彼女の成果としては、南極の海で1マイル以上も泳いだということが挙げられる。コックスは25分間水中におり、1.22マイル(1.96 km)泳いだ。この経験についての本 “Swimming to Antarctica” は、2004年に出版された。 
2006年に出版されたコックスの2冊目の本『赤ちゃんクジラと泳いだ海』(原題 “Grayson” )は、カリフォルニア沖での早朝の運動中、迷子になったコククジラとの出会いについて書かれている。 
2006年8月には、コックスはオハイオ川の水質基準を引き下げる計画について広く世に問うべく、地元の水泳選手と一緒にシンシナティのオハイオ川を Serpentine Wall からケンタッキー州ニューポートまで泳いだ。 
2011年には、ロアール・アムンセンの伝記と、アムンセンの北西航路探検の足跡をたどるグリーンランド、バフィン島、アラスカへの2007年の水泳遠征の記録を組み合わせた、South with the Sunを出版した。

## 著作
- Swimming to Antarctica, アルフレッド・A・クノップ社、2004 ISBN 0-15-603130-2
- 赤ちゃんクジラと泳いだ海，講談社，2008，ISBN 978-4062138734 (原題 Grayson, アルフレッド・A・クノップ社、2006 ISBN 0-307-26454-8)
- South with the Sun, アルフレッド・A・クノップ社、2011 ISBN 978-0-307-59340-5
- Open Water Swimming Manual: An Expert's Survival Guide For Triathletes And Open Water Swimmers, Knopf Doubleday Publishing Group、2013 ISBN 978-0-345-80609-3
- Elizabeth, Queen of the Seas, シュワルツ＆ウェイド社、2014 ISBN 9780375858888
- Swimming in the Sink: An Episode of the Heart 、2016年9月、 ISBN 978-1101947623

## 受賞歴
- 2014年 カリフォルニアブックアワード “Elizabeth, Queen of the Seas”の、ジュブナイル小説分野の最終候補[15]
- 2015年 Irma Black Award 賞[16]
- 小惑星 37588 リン・コックスは彼女の名誉にちなんで命名された [17]